# Super R-Type
Super R-Type  (スーパー・アール・タイプ Supa ARU Taipu) es un videojuego de matamarcianos para la consola Super Nintendo Entertainment System desarrollado por Irem en 1991. Es considerada como una versión alternativa de R-Type II. Fue puesto a venta también en la Consola Virtual de Wii en Japón, EE. UU. y Europa en el año 2008.

## Sistema de juego
Super R-Type consta de siete etapas, cuatro de ellas extraídas de R-Type II (etapas 2, 3, 5 y 7) y el resto completamente nuevas y exclusivas para Super Nintendo. Es especialmente destacable su elevado grado de dificultad (incluso en comparación con otros juegos de la franquicia), sobre todo debido por la total ausencia de puntos de control en las etapas. Si la nave del jugador es derribada, toca volver a empezar la etapa desde el principio. Otro aspecto destacable son las exageradas ralentizaciones que se producen al aparecer muchos elementos móviles en pantalla (enemigos, disparos, explosiones, etc.). Sin embargo, los jugadores tomaron este defecto como una virtud, ya que servía de ayuda para sortear y evitar los disparos enemigos con mayor facilidad al moverse todo más despacio.

## Armamento
- Rojo: Disparo frontal en horizontal, de colores rojo y azul.
- Azul: Disparo láser de color azul reflectante (hasta tres a la vez). Al impactar contra obstáculos y enemigos, rebotan por toda la pantalla.
- Amarillo: Disparo vertical, se disparan lenguas de fuego que se proyectan hacia arriba y hacia abajo, recorriendo por el camino todo a su alcance.
- Verde: Disparo frontal en abanico, hasta ocho bolas de fuego en su máximo nivel.
- Gris: Disparo muy potente, pero de corto alcance, muy similar a una escopeta.

## Reedición
El 14 de marzo de 2008, el juego fue puesto a la venta en la Consola Virtual de Wii en Japón, EE. UU. y Europa. Más tarde, el 30 de marzo de 2012, el juego fue retirado de la Consola Virtual en todas las regiones.